# 羅通 (永樂進士)
羅通（1389年—1469年），字学古，江西吉水人。明朝政治人物、进士。
永乐十年（1412年）三甲第四十九名進士，授监察御史，因言事被迁为交趾清化知州。宣德年间，因抵御黎利叛乱有功。
正統初年（1435年）升兵部郎中，随尚书王骥整饬甘肃边务，从大军在兀鲁乃破敌。回京后因贪污淫乱之事被王骥察觉。王骥派罗通上奏边防情况，遂即上疏报告罗通之罪。罗通入狱后贬任广西容山闸官，再调任东莞河泊所大使。期间不卑小官，克尽厥职，捐资庸工伐石铺砌县所前街道，行者德之。
景泰元年（1450年）被召还京师，以兵部员外郎守卫居庸关，后晋升右副都御史。也先部队进攻时，恰逢寒冬，罗通命士兵以水灌城，冰坚滑，蒙古兵被迫撤退。景泰年间，晋升左都御史。

## 延伸阅读
[在维基数据编辑]
 《明史卷一百六十》，出自《明史》
 《國朝獻徵錄·卷之五十四》，出自焦竑《國朝獻徵錄》